# I grandi camaleonti
I grandi camaleonti è uno sceneggiato televisivo italiano del 1964 in otto puntate diretto da Edmo Fenoglio, trasmesso sul Programma Nazionale. Sceneggiato dal drammaturgo Federico Zardi, costituisce una sorta di seguito de I Giacobini, diretto dallo stesso regista, andato in onda nel 1962.

## Trama
Ambientato nella Francia degli anni immediatamente seguenti la Rivoluzione francese, narra le vicende politiche che attraverso il Direttorio hanno portato alla conquista del potere da parte di Napoleone Bonaparte.
In particolare la vicenda mette in luce come lo spirito e gli ideali rivoluzionari siano stati poco alla volta piegati alle manovre politiche per la conquista del potere, e infine gradualmente traditi, fino a consegnare tutto il potere stesso nelle mani di un solo uomo.

## Produzione
Il titolo allude proprio al trasformismo di personaggi come Paul Barras, Joseph Fouché, Talleyrand, e lo stesso Napoleone Bonaparte, che non esitarono a rinnegare gli ideali su cui avevano fondato l'inizio della loro ascesa politica, trasformandosi da rivoluzionari a oligarchi.
Lo sceneggiato rappresenta la prosecuzione ideale del precedente I Giacobini, anch'esso scritto da Federico Zardi, tratto dal suo omonimo dramma teatrale, e diretto da Edmo Fenoglio.
Lo sceneggiato era interpretato, tra gli altri, da Giancarlo Sbragia, Mario Pisu, Tino Carraro, Enzo Cerusico, Raoul Grassilli, Valentina Cortese. Faceva parte del cast anche una Raffaella Carrà all'epoca ventunenne, poco più che debuttante e che solo in seguito sarebbe passata all'attività di show-girl. Da segnalare anche la partecipazione di Gigi Proietti, nel breve ruolo del generale francese Moureau.

## Trasmissione
I grandi camaleonti è stato trasmesso la domenica in prima serata, sul Programma Nazionale, dall'11 ottobre al 29 novembre 1964.
Lo sceneggiato è stato replicato nell'estate 2010 sul canale satellitare Rai Storia - Rewind.

## Critica
Secondo l'Enciclopedia della televisione, curata da Aldo Grasso, nello sceneggiato "i giochi di potere, le meschinità, gli arrivismi sono ben descritti da Zardi ed eccellentemente interpretati dagli attori diretti da Fenoglio".